# 리언 베스트
리언 줄리언 브렌던 베스트(Leon Julian Brendan Best, 1986년 9월 19일 ~ )는 잉글랜드 태생의 아일랜드의 전 축구 선수이다. 과거 스트라이커로 활약했다.

## 수상 경력
뉴캐슬 유나이티드
- 풋볼 리그 챔피언십: 2009-10